# Willy Thöne
Wilhelm Willy Thöne (ur. 22 stycznia 1893, zm. 17 stycznia 1974) – as lotnictwa niemieckiego Luftstreitkräfte z 6 potwierdzonymi zwycięstwami w I wojnie światowej.

## Życiorys
Służył w Marine Feldjagdstaffel Nr. I od pierwszych miesięcy 1918. Pierwsze zwycięstwo odniósł 30 czerwca nad  Camelem z 204 eskadry RAC. W czasie walki 30 czerwca jego samolot został uszkodzony i rozbił się na terenie opanowanym przez Niemców. Następnego dnia został zestrzelony ponownie i pomimo rany w ramię wodował i dopłynął do brzegu. Po niecałych dwóch tygodniach powrócił do służby i 12 sierpnia zestrzelił dwa samoloty angielskie.
Po I wojnie światowej ukończył studia i został inżynierem lotniczym oraz dyrektorem Lotnictwa Cywilnego.

## Odznaczenia
- Krzyż Żelazny I Klasy
- Krzyż Żelazny II Klasy